# Let's Be Friends (álbum)
Let's Be Friends es el trigésimo séptimo álbum del músico y cantante estadounidense Elvis Presley, publicado por la compañía discográfica RCA Victor en abril de 1970. Es el segundo álbum de Presley en aparecer en la subsidiaria Camden de RCA y alcanzó el puesto 105 en la lista estadounidense Billboard 200. Fue también certificado como disco de platino por la Recording Industry Association of America en 2004.

## Contenido
Similar a su predecesor Elvis Sings Flaming Star, Let's Be Friends recopila mayoritariamente canciones inéditas grabadas para varias bandas sonoras. Dado el reciente trabajo de un Presley revitalizado, Tom Parker, su representante, podría haber objetado esta saturación del mercado, pero bajo los términos del acuerdo con RCA, álbumes baratos de producir traían dinero extra fuera de otras estipulaciones de contrato.
Dos descartes de bandas sonoras, «I'll Be There» y «If I'm a Fool (For Loving You)», procedían de sesiones realizadas en los American Sound Studio de Memphis en 1969. «Mama» fue interpretada en la película Girls! Girls! Girls! por The Amigos y la versión de Presley apareció en el álbum con una versión alternativa. «Let's Forget About the Stars» había sido grabada para la película Charro!, pero finalmente descartada. «Almost» fue uno de los dos temas de 'The Trouble with Girls en ser publicada en vida de Presley. Tres canciones, «Let's Be Friends», «Change of Habit» y «Have a Happy», eran originarias de Change of Habit. 
Al igual que las publicación de Presley en Camden, Let's Be Friends tuvo una duración demasiada corta para un álbum de la década de 1970. En 1975, fue reeditado en vinilo por Pickwick Camden Records. En 2006 volvió a ser reeditado en disco compacto por Sony Music.

## Lista de canciones
| Cara A |                                             |                                          |          |  |
| N.º    | Título                                      | Escritor(es)                             | Duración |  |
| 1.     | «Stay Away, Joe» (de Stay Away, Joe)        | Ben Weisman, Sid Wayne                   | 1:37     |  |
| 2.     | «If I'm a Fool (For Loving You)»            | Stan Kesler                              | 2:43     |  |
| 3.     | «Let's Be Friends» (de Change of Habit)     | Chris Arnold, David Martin, Geoff Morrow | 2:41     |  |
| 4.     | «Let's Forget About the Stars» (de Charro!) | A.L. Owens                               | 2:22     |  |
| 5.     | «Mama» (de Girls! Girls! Girls!)            | Charles O'Curran, Dudley Brooks          | 2:13     |  |

| Cara B |                                        |                                         |          |  |
| N.º    | Título                                 | Escritor(es)                            | Duración |  |
| 1.     | «I'll Be There»                        | Bobby Darin                             | 2:21     |  |
| 2.     | «Almost» (de The Trouble with Girls)   | Ben Weisman, Buddy Kaye                 | 1:47     |  |
| 3.     | «Change of Habit» (de Change of Habit) | Ben Weisman, Buddy Kaye                 | 3:18     |  |
| 4.     | «Have a Happy» (de Change of Habit)    | Ben Weisman, Dolores Fuller, Buddy Kaye | 2:21     |  |

## Posición en listas
| País           | Lista                | Posición |
| -------------- | -------------------- | -------- |
| Estados Unidos | Billboard Pop Albums | 105      |